# Cirkus Humberto (román)
Cirkus Humberto je obsáhlý román Eduarda Basse z roku 1941, jenž přibližuje osudy čtyř generací cirkusáků působících ve (smyšleném) cirkusu Humberto od 60. let 19. století až po 20. léta 20. století. Ústřední postavou knihy je Vašek Karas, který se k tomuto hamburskému cirkusu dostává jako malý kluk se svým ovdovělým otcem. Vašek zde potkává řadu lidí a učí se cirkusáckým dovednostem, cirkus se stává jeho životem a postupem času se vypracuje až na jeho ředitele. Časy však cirkusu nepřejí a Vašek tak z cirkusu vybuduje úspěšné varieté v Praze. Příběh končí velkolepým banketem, kterým zestárlý Vašek ukončuje činnost svého varieté.
Kniha je považována za klasické dílo české moderní prózy s velkým množstvím postav a dějových linií. K roku 2018 se román dočkal třiadvaceti vydání. Kromě divadelních a rozhlasových her, viz níže, se román stal inspirací pro stejnojmenný seriál z roku 1988 a v roce 1951 název fiktivního cirkusu Humberto převzal skutečný cirkus.

## Kontext díla
Bass si při přípravě románu vedl abecedně seřazenou kartotéku poznámek z cirkusového prostředí a soupis charakteristik jednotlivých postav. Inspirací pro napsání románu mohly autorovi být Aloisem Jiráskem zpracované paměti Ignáce Pecivála, akrobatického jezdce na konci v Beránkově cirkuse či mu mohla za inspiraci sloužit vyprávění bratra majitele mlýna na Smetiprachu, kam Bass dojížděl na letní byt. Podle Ladislava Kháse měl Bass napsat celý román během jediného léta roku 1940 na svém letním bytě v jihočeském Protivíně, ačkoli jeho úmysl napsat román v něm zrál již delší dobu. Rozhodujícím důvodem pro sepsání díla měl být závazek, který měl vůči nakladatelství Lidových novin, pro něž dlouhá léta pracoval. Původní název románu měl podle Kháse být „Cirkus Umberto“, což však příliš připomínalo jméno tehdejšího italského korunního prince Umberta II.
Reakce ze strany nacistické protektorátní cenzury se nedochovaly. Dobovou českou kritikou byl román přijat veskrze velmi kladně, vyzdvihována byla především důkladná znalost prostředí cirkusu.
V roce 1956 byl román zpracován jako stejnojmenná opereta Jaroslavem Křičkou o čtyřech obrazech na libreto Josefa Konigsmarka.. V sezoně 1978/1979 román dramaticky nastudovalo kladenské divadlo. Roku 1980 režisér Jiří Horčička román zdramatizoval do podoby rozhlasové hry a uvedl v deseti pokračováních. Tentýž režisér pak roku 1985 natočil s lehce pozměněným obsazením tutéž hru pro vydání na LP ve společnosti Supraphon, jež vyšlo v reedici na CD v roce 2011.
V románu vzniklém za německé okupace je oslavováno češství, pracovitost a šikovnost Čechů a jejich nárok na rovnoprávné postavení mezi ostatními národy. Současně je cirkus mezinárodní podnik, v němž pracují lidé z různých zemí Evropy i mimo ni, a důležitým tématem je právě soudržnost těchto rozličných charakterů bez ohledu na národnost. Češi a Němci žijí ve vzájemném respektu, pracují spolu, nedochází mezi nimi k jakékoliv konfrontaci. Ostatně i hlavní postava, Čech Vašek Karas, si nakonec bere německy mluvící nevěstu a volí si kariéru v především německém prostředí.
Jde-li o historický kontext příběhu, to jest druhá polovina 19. století až meziválečné období, tak například první světová válka a vznik samostatného Československa nejsou v románu téměř vůbec reflektovány. Z nastřádaného materiálu, který se nedostal do Cirkusu Humberto, Bass posléze sebral povídkový soubor Lidé z maringotek, vydaný v roce 1942. Tento soubor autor přímo věnuje čtenářům Cirkusu Humberto, vydaného o rok dříve.

## Děj
Pro přehlednost je zde popis děje rozdělen do dvou částí.

### Osudy cirkusu Humberto
Píše se rok 1862 a Antonín Karas, zedník z malé šumavské vesničky, po příjezdu do německého přístavního města Hamburku zjišťuje, že pro něho na rozdíl od předešlých let není práce. Karas musel před odjezdem pochovat svou ženu a vzít s sebou na cesty jejich jediného, sedmiletého, synka Vaška. Celý skleslý zajde do hospůdky, kam pravidelně s kamarády v posledních letech chodívali, a místní hostinský ho pošle za jedním z hostů. Z neznámého hosta se vyklube Čech jménem Kerholec, který se Antonína Karase velmi energicky ujme a jde ho uvést do nového zaměstnání. Až na místě Antonín pochopí, že se jedná o cirkus, cirkus Humberto. Malý Vašek se do svého nového bydlení okamžitě zamiluje.
Cirkus přebývá v Hamburku jen přes zimní sezonu, přes rok putuje různě po Evropě. Pracovat v něm a přitom mít někde stálé bydlení tedy nepřipadá v úvahu a všichni cirkusáci tak tvoří velkou partu. Vašek má možnost se od každého něco přiučit a do všeho se pouští s velkým zaujetím. Jeho otec zastává práci stavěče stanu a pomocníka, z Vaška však roste schopný jezdec na koních, cvičitel šelem a akrobat. Při dosažení dospělosti se hodlá z lásky oženit se svou dlouholetou kamarádkou Růženkou z Hamburku. Na naléhání všech přátel, cirkusáků a ostatně i vlastního otce si Vašek ale nakonec bere Helenu, ředitelovu dceru. Ředitel totiž rozpoznává jeho kvality a hodlá mu cirkus přenechat. Vašek se stává mozkem celého cirkusu a začne se o něm s úctou hovořit mezi cirkusáky po celé Evropě.
Cirkusu však nastávají těžké časy. Ekonomická krize, špatné počasí i dravá konkurence a především velikášství a nemístný důraz na vnější okázalost ředitele Petra Berwitze mají za následek, že je vedení nuceno nakonec celý cirkus rozpustit, zvířata prodat a lidi propustit. Starý ředitel se ženou odchází na penzi a Vašek s rodinou a posledními zbylými českými stavěči stanů přesídlí do Prahy, kde si pronajme budovu a založí Varieté Humberto. Vašek mají s Helenou jediného syna, Petra, kterého mnohem víc než zvířata či přemety zajímá matematika. To nese Vašek s nelibostí.

### Varieté Humberto v Praze
Varieté je v Praze obrovský úspěch přinášející nemalé příjmy. Jeho renomé roste i za hranice a za nedlouho se do Prahy sjíždějí varietní umělci z celého světa. Z Vaška se stává osobnost světového věhlasu. Na jeho ženu Helenu, dceru cirkusáckého direktora Berwitze, to však takový dojem nedělá. Postrádá cirkusácký život a uzavírá se čím dál víc do sebe. Když si Petr najde vážnou známost a Helena tak už nemůže na svém synovi tolik lpět jako dosud, utíká z ničeho nic Helena z Prahy. Doslýchají se o ní až ze zpráv z cirkusu Kranz, kdysi konkurence cirkusu Humberto, kde vystupuje pod pseudonymem Miss Sweet.
Život v Praze jde dál, Vašek a Helena udržují pravidelnou korespondenci. Jednou dorazí Vaškovi telegram, aby okamžitě přijel za Kranzem. Tam s Petrem zjišťuje, že Helena měla nehodu s koněm a leží v nemocnici. Týž den Helena na lůžku v okruhu své rodiny umírá. Petrovi se za nějaký čas narodí dcera Liduška. Z Vaška se stane nadšený dědeček, který si dá předsevzetí, že ze své vnučky vychová cirkusačku a nahradí si tak to, co nenašel u svého syna. A to se mu také podaří. Z Lidušky vyroste úspěšná tanečnice. Vašek přesvědčí její rodiče, aby jí poslali do Německa, kde se může její talent dále rozvinout. Tam se Lidce skutečně daří a najde si ženicha v podobě maďarského hraběte.
Román končí na sklonku života Vaška Karase, uznávaného umělce a spokojeného dědy, jenž ukončuje činnost svého varieté a na oslavu poslední sezony svého podniku sezve varietní a cirkusové umělce z celé Evropy do pražského hotelu Carlton, kde uspořádá velkolepý banket.

## Ukázky
- Zatímco cirkus Humberto je pro starého Antonína Karase jen otázka práce a živobytí, pro jeho synka Vaška se cirkus stává přirozenou součástí jeho života:

Problém domova se tu zvedal mezi nimi ve své sociální relativitě a rýsoval jejich osudy. Pro Antonína Karase byla představa domova nezrušitelně spojena s chalupou v Horní Sněžné; Vašek, jehož dětská přizpůsobivost ochotně přijala velkou změnu, cítil svůj domov tu v tom velkém, stěhovavém cirkuse, který mu se všemi svými lidmi i zvířátky byl cosi jako vesnice na kolech, vesnice mnohem kouzelnější a zábavnější než Horní Sněžná.
Cirkus Humberto, str. 163
- Dospívající Vašek je okolím přinucen se oženit s Helenou, dcerou ředitele, která od dětství miluje akrobata Paola Roméa. Ten s Vaškem neudržuje přátelské styky a častuje ho přezdívkou Dablkau. Do manželství dvou respektujících se mladých lidí se narodí syn. Helena však uvnitř stále lpí na Paolovi a tak když již dospělý Paolo jednou zaklepe na její maringotku, s velkou radostí ho přivítá. Paolo však přichází škemrat o peníze a snaží se Heleně vemluvit:

„Paolo… Pa-o-lo…,“ vzlykala Helena v nesmírném vzrušení, jak se k ní stále úžeji přibližoval.
„My jsme si určeni, Heleno, jen my dva, nikdo jiný než my dva patříme sobě, hleď, jak tě hladím, jak je to krásné… odlož to, co máš v druhé ruce…“
Paolo ji vzal i za levici a lehounce z ní odebral, co v ní svírala. A jist si svým úspěchem, usmál se opovržlivě:
„Punčocha… ubohá Helenka, královna, která musí spravovat punčochy pro takového tupého komedianta, jako je Dablkau… nebo pro jeho dítě…“
V té vteřině odskočila od něho Helena jak ocelová zpruha a hlasem, který jí rozčilením přeskočil, vykřikla na něho:
„Pryč!“
Ale Paolo nepochopil, jaké chyby se dopustil, že jí připomněl její dítě. Jako řemeslný sváděč žen se domníval, že ji zlomí svou prudkostí. „Nikdy!“ odpověděl na její „pryč“ a vrhl se za ní s rukama vztaženýma. Helena bledá rozčilením couvala ke stolu, uchopila jezdecký bičík a práskla ho po tváři.
Cirkus Humberto, str. 354
- Po přesídlení do Prahy se z Vaška stává zanícený ředitel úspěšného a věhlasného varieté:

Když se ve světě začalo mluvit o novém tanečním umění, Karas ozdoboval své programy rejem sester Wiesenthalových, dovedl zasunouti do pořadu vystoupení dalcrozovské skupiny z Hellerau, přivedl do Prahy zasněnou Rut St. Denis i obřadnou křisitelku staroegyptské linie Sen M’Ahesu. Mohl je všecky sledovat, studovat a porovnávat jako málokdo na světě. Sám měl v sobě vycvičeny všecky pohybové prvky mistrnou školou Achmeda Roméa, a slýchaje umnou hudbu, nejednou toužil, kdyby k ní mohl improvizovat harmonický pohyb. Díval se proto na tance na své scéně jinýma očima než pouhý divák. Zprvu ho uchvacoval klasický balet a Annu Pavlovnu považoval za vrchol všeho umění. Čím déle vnikal do tajů tance, tím více nabýval přesvědčení, že bravury primabalerín na špičkách jsou neplodné variace ustrnulé formy [...]
Cirkus Humberto, str. 489